# ديفيد هاستينغز مور
ديفيد هاستينغز مور (بالإنجليزية: David Hastings Moore)‏ هو قسيس أمريكي، ولد في 4 سبتمبر 1838 في أثينس في الولايات المتحدة، وتوفي في 23 نوفمبر 1915 في سينسيناتي في الولايات المتحدة.